# Ágios Mámas
Ágios Mámas (grec moderne : Άγιος Μάμας) est un village chypriote situé dans le district de Limassol et comptant plus de 114 habitants.